# Nauvoo, Alabama
Nauvoo là một thị trấn thuộc quận Walker, tiểu bang Alabama, Hoa Kỳ. Dân số năm 2009 là 281 người, mật độ đạt 110 người/km².